# Smržov (district de Hradec Králové)
Pour les articles homonymes, voir Smržov.
Smržov (en allemand : Smrschow, de 1939 à 1945 : Morchelheid), est une commune du district de Hradec Králové, dans la région de Hradec Králové, en Tchéquie. Sa population s'élevait à 506 habitants en 2022.

## Géographie
Smržov se trouve à 7 km au sud de Jaroměř, à 12 km au nord-nord-est de Hradec Králové et à 109 km à l'est-nord-est de Prague.
La commune est limitée par Vlkov et Rasošky au nord, par Nový Ples et Lejšovka à l'est, par Černilov au sud, et par Skalice et Smiřice à l'ouest.

## Histoire
La première mention écrite du village date de 1500.

## Transports
Par la route, Smržov se trouve à 4 km de Smiřice, à 15 km de Hradec Králové et à 131 km de Prague. 